# Шарль Бодлер
Шарль П'єр Бодле́р, фр. Charles Pierre Baudelaire (9 квітня 1821, Париж — 31 серпня 1867, Париж) — французький поет, літературний критик та перекладач, один з найвпливовіших представників французької літератури XIX століття.

## Життєпис

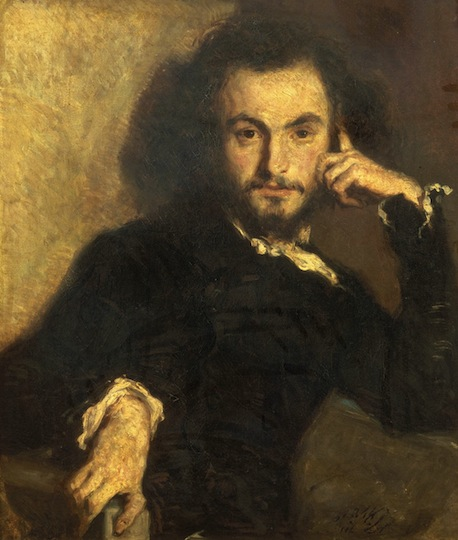
Портрет Шарля Бодлера (1844)

Народився 9 квітня 1821 року в Парижі. Його батько, Франсуа Бодлер, походив з селян, який в епоху Наполеона став сенатором. У рік народження сина йому виповнилося 62 роки, а дружині було всього 27 років. Франсуа Бодлер був художником, і він з раннього дитинства прищеплював сину любов до мистецтва, водив його по музеях і галереях, знайомив зі своїми друзями-художниками. Але в шестирічному віці хлопець втратив батька. Через рік матір Шарля одружилася з генералом Опіком; стосунки з вітчимом у хлопця не склалися. Шлюб матері справив важкий вплив на характер Шарля, який в підлітковому віці, навсупереч вітчиму і матері, часто робив вчинки, які шокували суспільство. Його вітчим — офіцер французької армії Жак Опік (1789—1857), згодом зробив блискучу військову (генерал), дипломатичну (посол у Мадриді) і політичну (сенатор) кар'єри. У 1832 році сім'я переїхала до Ліона.
1833 року Бодлер вступив до Ліонського Королівського коледжу і мешкав у пансіоні.
Після повернення сім'ї в Париж у 1836 році Бодлер продовжив освіту в Ліцеї Людовіка Великого; він знову жив у пансіоні, суворий режим якого вітчим вважав необхідним для виховання непокірного пасинка.
1837 року Бодлер написав свій перший вірш «Несумісність» (Incompatibilite). У 1839 році його виключили з Ліцею, але вже в серпні він склав іспити на бакалавра.
1839—1841 — слухав лекції з права в Сорбонні. Зблизився з паризькою богемою. У 1841 році батьки відправили його в морську подорож до Атланти, щоб врятувати його від цього середовища. Але у вересні Бодлер перервав плавання і кілька місяців жив на о. Маврикій. У 1842 році повернувся до Парижу. Після досягнення повноліття Бодлер успадкував батьківські 75 тисяч франків.
З 1843 року він став працювати в літературних журналах, передусім як автор оглядів і рецензій про культурне життя Парижа. Познайомився з ведучими письменниками і поетами Франції: Оноре де Бальзаком, Жераром де Нервалем, Теофілем Готьє, Сент-Бевом, Віктором Гюго і П'єром Дюпоном. Богемний спосіб життя і пристрасть до колекціювання живопису втягнули його у величезні витрати. За два роки він розтратив третину успадкованих грошей. У 1844 році за рішенням сімейної ради над Бодлером встановлено опіку. Він гостро переживав приниження. У 1845 році зробив спробу самогубства. Наприкінці 1845 року остаточно порвав з вітчимом. Того ж року відбувся його літературний дебют: у журналі «Художник» (Artiste) опубліковано сонет «Дамі креолці» (A une dame creole), складений ще в період перебування Бодлера на Маврикії. Тоді ж він заявив про себе як про тонкого поціновувача живопису, написавши есе про художній салон 1845 року. («Салон 1845 року», Le salon de 1845); з цього часу Бодлер став одним з головних літературних і художніх критиків свого часу.
1846 року вийшла в світ брошура «Салон 1846 року» (Le salon de 1846). Бодлер вступив у «Товариство літераторів».
У 1847 році опублікував у «Бюлетені», який видавало «Товариство» свою першу поему в прозі «Фанфарло» (La Fanfarlo). Значно розширив коло своїх знайомств: крім поетів і письменників до нього входили художники (Делакруа, Курбе, Дом'є, Мане), відомий фотограф Надар і майбутній видавець поетичних збірників Бодлера Пуле-Малассі.

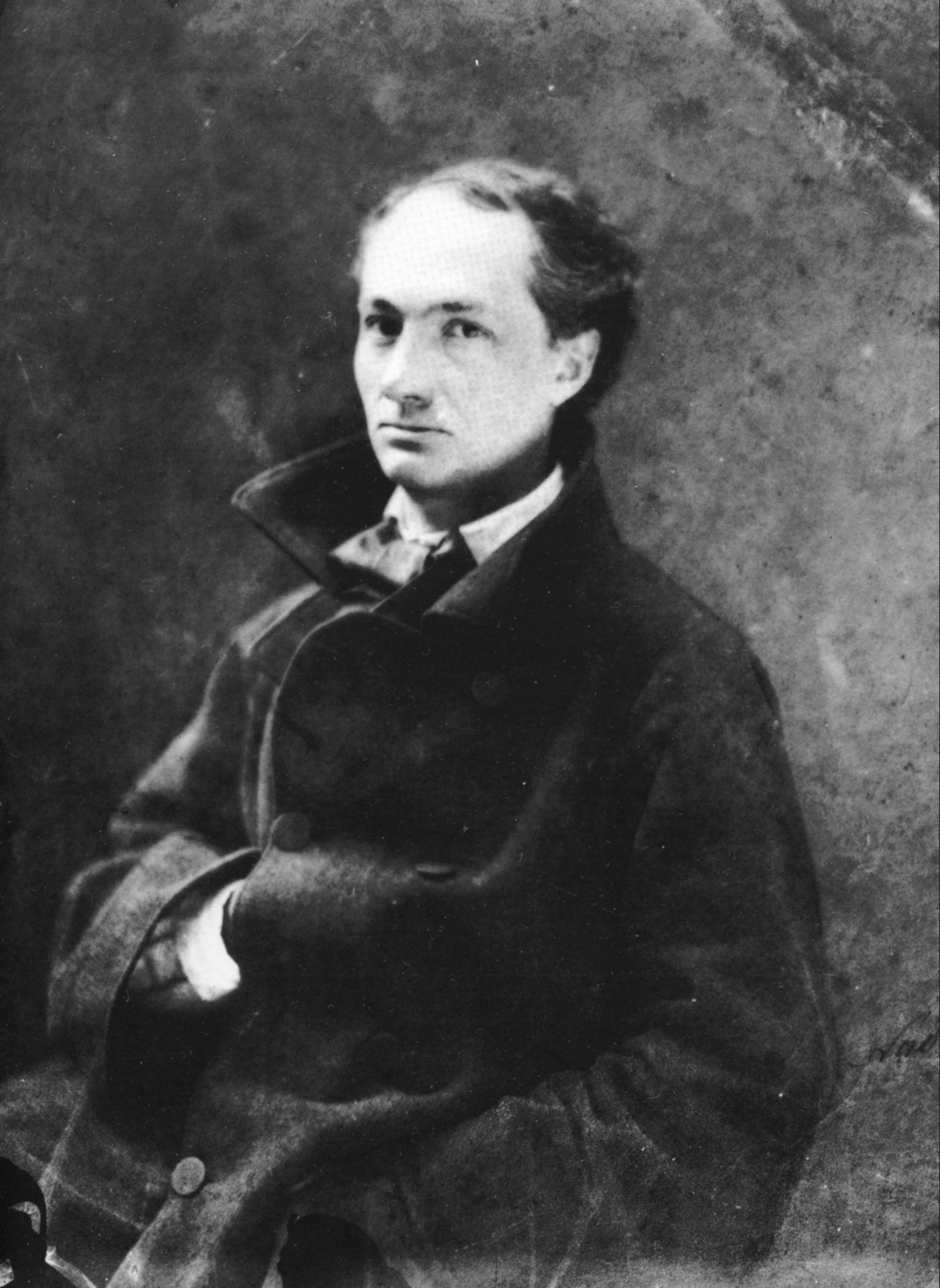
Шарль Бодлер, 1855 р.

Під час Лютневої революції 1848 року бився на барикадах проти королівських військ. У 1851 році, в дні державного перевороту Наполеона ІІІ (грудень 1851) взяв участь у вуличних боях.
У 1850-их роках активно пропагував у Франції творчість Едгара По (переклади, дослідження).
25 червня 1857 року Пуле-Малассі випустив поетичну збірку Бодлера «Квіти зла» (Fleurs du Mal), яка викликала гучний скандал. За рішенням влади тираж було арештовано. 21 серпня 1857 — «за образу суспільної моралі» Бодлер засуджений трибуналом департаменту Сена до штрафу 300 франків і до заборони шести найбільш «аморальних» поезій.
1860 року було опубліковано збірку коротких художньо-філософських есе «Штучні раї» (Paradis artificiels). У цій збірці Бодлер досліджує проблему впливу на людину збуджувальних засобів: вина, гашишу й опіуму. Вихваляючи вино, він засудив використання наркотичних речовин. На його думку, художник від природи обдарований поетичною уявою і не має потреби в штучному створенні образів.
1861 року вийшло друге видання «Квітів Зла», останнє при житті поета, до складу якого включено тридцять п'ять нових віршів. Спроба здійснити третє видання «Квітів зла» наштовхнулося на відмову головних видавничих будинків Леві, Гарн'є і Етцеля.
Незабаром Бодлер висунув свою кандидатуру у Французьку академію, але потім зняв її, вважаючи свій вчинок негідним поета.

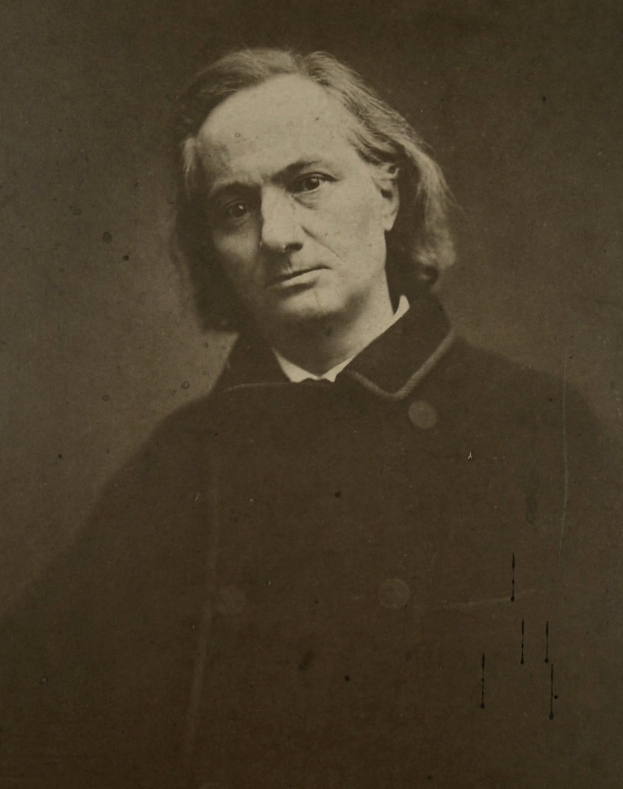
Шарль Бодлер, 1865. Світлина Етьєна Каржа

1864 року журнал «Фігаро» (Figaro) опублікував шість поем у прозі під заголовком «Паризький сплін» (Spleen de Paris). У квітні 1864 року Бодлер, рятуючись від кредиторів, поїхав до Брюсселя, де сподівався заробити на життя проводячи лекції на літературно-художні теми, однак його лекції не мали успіху у бельгійської аудиторії.
1865 року в Бодлера з'явилися симптоми порушення мови, як наслідок пізньої стадії сифілісу. У 1866 році після серцевого нападу мати відвезла Бодлера в Париж у лікарню лікаря Дюваля. 31 серпня 1867 року після тривалої агонії Бодлер помер на руках матері. Похований 2 вересня на цвинтарі Монпарнас у Парижі. В останню путь його проводжала лише невелика група друзів (Поль Верлен, Теодор де Банвіль тощо).
1868 року видавничий дім Леві, який придбав у Пуле-Малассі права на публікацію творів Бодлера, випустив третє видання «Квітів Зла», доповнене останніми віршами Бодлера та збірник статей про мистецтво «Естетичні цікавинки» (Curiosités esthetiques).
1869 року вийшла збірка літературних есе «Романтичне мистецтво» (Art romantique) та збірка поезій у прозі «Паризький сплін» (фр. Le Spleen de Paris, в інших виданнях — «Маленькі поезії в прозі» (Petits poemes en prose)). Пізніше було видано виконані Бодлером переклади творів Едгара По.
В «Естетичних цікавинках» та «Романтичному мистецтві» представлені мистецько-теоретичні погляди Бодлера. Досліджуючи творчість близьких йому за духом художників і письменників, у першу чергу Ежена Делакруа та Едгара По, він формулює своє розуміння романтизму як «мистецтва сучасності», тобто «найактуальнішого вираження прекрасного», що характеризується «глибиною, духовністю і прагненням до нескінченного» (intimite, spiritualite, aspiration vers infini); романтизм — не у виборі сюжетів, не в правдоподібності, а в особливій «манері відчувати» (maniere de sentir).
31 травня 1949 року «Квіти Зла» Бодлера було реабілітовано — Карна палата Касаційного суду скасувала вирок трибуналу департаменту Сена від 21 серпня 1857 року.

## Психоделічні досліди
Бодлеру належить один з найбільш виразних описів впливу гашишу на людський організм, який на довгі роки став еталоном для всіх, хто писав про психотропні продукти з конопель. З 1844 по 1848 рік Бодлер відвідував «Клуб гашишистів», заснований Жаком-Жозефом Моро, і вживав Давамеск (алжирський різновид гашишу). За свідченням Теофіля Готьє, який активно брав участь в житті клубу, Бодлер «прийняв гашиш раз або двічі в ході експериментів, але ніколи не вживав його постійно. Це щастя, що купується в аптеці, йому було огидним». Згодом Бодлер почав вживати опіум, але до початку 1850-х років подолав цю залежність і написав три великі статті про свій психоделічний досвід, які ввійшли до збірки «Штучні раї» (1860).
Дві статті з трьох — «Вино і гашиш» (1851) і «Поема про гашиш» (1858) — присвячені канабіноїдам. Бодлер вважав їхній вплив цікавим, але неприйнятним для творчої особистості. На думку Бодлера, "вино робить людину щасливою і товариською, гашиш ізолює її. Вино звеличує волю, гашиш знищує її ". Незважаючи на це, у своїх статтях він виступав як об'єктивний спостерігач, що не перебільшує психотропних ефектів гашишу, але й не впадає в зайве моралізаторство; тому і невтішні висновки, які він робив зі свого досвіду, сприймаються з певною часткою довіри.

## Твори
- Salon de 1845 (1845)
- Salon de 1846 (1846)
- La Fanfarlo (1847), новела
- Du vin et du haschisch (1851)
- Fusées (1851), щоденник («Щоденник-моє оголене серце» казав Шарль Бодлер)
- L'Art romantique (1852)
- Morale du joujou (1853, перевидання в 1869)
- Exposition universelle — 1855 — Beaux-arts (1855)
- Квіти зла (фр. Les Fleurs du mal, 1857)
- Les Paradis artificiels — I: Le Poème du haschich (1858)
- Salon de 1859. Lettres à M. le Directeur de la revue française (1859)
- Les Paradis artificiels (1860)
- La Chevelure (1861)
- Réflexions sur quelques-uns de mes contemporains (1861)
- Richard Wagner et Tannhäuser à Paris (1861)
- Petits poèmes en prose ou Le Spleen de Paris (1862), poème en prose
- Le Peintre de la vie moderne (1863)
- L'œuvre et la vie d'Eugène Delacroix (1863)
- Mon cœur mis à nu (1864), щоденник
- Curiosités esthétiques (1868)
- Le Spleen de Paris (1869), вірші у прозі
- L'Art romantique (1869)
- Journaux intimes (1851–1862)
- Oeuvres completes, v. 1-2, Gallimard, Bibliothèque de la Pléiade, Paris.
- Correspondance, v. 1-2, Gallimard, Bibliothèque de la Pléiade, Paris.

## Українські переклади

Українське видання Шарля Бодлера

- Щурат В. Поезія XIX століття, ч. 1, Львів, 1903; «Зоря», 1897, ч. 15 [перекл. П. Грабовського].
- Шарль Бодлер: Шість віршів з Квітів зла. У перекладі Ігоря Костецького (Штуттгарт, 1979) — 7 с.
- Шарль Бодлер, Поезії, переклад Дмитра Павличка та Михайла Москаленка, вид. «Дніпро», 1989—357 с. [Архівовано 29 червня 2020 у Wayback Machine.]
- Шарль Бодлер. Поезії в перекладі Всеволода Ткаченка. [Архівовано 23 квітня 2021 у Wayback Machine.]
- Шарль Бодлер. Паризький сплін. Вальтер Беньямін. Есе. / пер. з французької та німецької Романа Осадчука — Київ: Комубук, 2017
- Шарль Бодлер. Поради молодим літераторам (пер. з фр. Олексія Соляника) // https://chtyvo.org.ua/
- Шарль Бодлер. Як сплачувати борги, якщо ви геніальні (пер. з фр. Олексія Соляника) // https://chtyvo.org.ua/